# Cold (singel Static-X)
”Cold” - trzeci singel industrial metalowej grupy Static-X, pochodzący z jej drugiego studyjnego albumu, Machine. Jest to jedna z najbardziej znanych piosenek Static-X, została użyta w soundtracku do filmu Królowa potępionych.
Teledysk do piosenki jest hołdem dla dzieła Richard Mathesona z roku 1954, I Am Legend. Wideoklip wyreżyserowali Nathan „Karma” Cox oraz Joe Hahn z grupy Linkin Park.

## Lista utworów
1. „Cold” - 3:40
2. „Cold” (Mephisto Odyssey Remix) – 3:40
3. „This Is Not” (Live) – 3:39
4. „Cold” (Video)